# Lino Facioli
Lino Schmidek Machado Facioli (Ribeirão Preto, 29 de julho de 2000) é um ator brasileiro. Ele é mais conhecido por interpretar Lord Robin Arryn em Game of Thrones e Naples em Get Him to the Greek.

## Primeiros anos
Facioli nasceu em Ribeirão Preto, no estado de São Paulo. Ele possui ascendência austríaca, portuguesa, italiana e alemã. O avô materno de Lino, Werner Robert Schmidek, nasceu em Viena, na Áustria, e imigrou para o Brasil em 1960.

## Carreira
Lino mostrou interesse por atuação aos sete anos quando começou a fazer aulas de teatro em Londres. Em 2010, começou a atuar em curtas-metragens e séries de televisão. Seu primeiro trabalho profissional foi no filme britânico Awfully Deep do diretor brasileiro Daniel Florêncio, em 2010. No mesmo ano, ele entrou para o elenco de Get Him to the Greek, interpretando o filho do personagem de Russell Brand. Ele viveu Robin Arryn, lorde de uma nobre família em Game of Thrones.
Em 2014, ele estrelou no filme O Menino no Espelho, junto dos atores Mateus Solano, Regiane Alves e Laura Neiva.